# سيمون بست
سيمون بست (بالإنجليزية: Simon Best)‏ هو لاعب اتحاد الرغبي بريطاني، ولد في 11 فبراير 1978 في Craigavon Borough Council ‏ في المملكة المتحدة.

## وصلات خارجية
- سيمون بست على موقع دوري الرغبي الممتاز (الإنجليزية)
- سيمون بست عل موقع إسبنسكروم (الإنجليزية)
- سيمون بست على موقع ItsRugby.co.uk (الإنجليزية)